# Elecciones generales de Italia de 1876
Las elecciones generales se celebraron en Italia el 5 de noviembre de 1876, con una segunda vuelta celebrada el 12 de noviembre. Fueron convocadas para elegir un nuevo gobierno luego de la destitución de Marco Minghetti por la mayoría de izquierda del parlamento. El resultado fue una abrumadora victoria para la Izquierda histórica, que obtuvo una supermayoría con 414 de los 508 escaños de la Cámara de Diputados del Reino. Sólo 605.007 hombres de una población total de alrededor de 28 millones de personas tenían derecho a voto.

## Contexto histórico
La Izquierda histórica estuvo encabezada por el actual primer ministro de Italia, Agostino Depretis, quien asumió la jefatura del gobierno y convocó a elecciones anticipadas.
Por otro lado, el bloque de la Derecha histórica estaba encabezado por Marco Minghetti, ex primer ministro, de Bolonia.
Las elecciones del 5 y 12 de noviembre fueron anticipadas, y se convocaron después de que los parlamentarios de Toscana se sintieran insatisfechos con el gobierno de Minghetti tras su negativa a intervenir en los problemas financieros de Florencia. El gobierno fue derrotado en una votación sobre la nacionalización de los ferrocarriles el 18 de marzo de 1876 y se vio obligado a dimitir y Depretis fue nombrado primer ministro. Por primera vez, la izquierda ganó una elección, obteniendo 414 de los 508 escaños, de los cuales 12 eran de extrema izquierda.
A diferencia de la derecha, cuyos miembros eran en gran parte aristócratas que representaban a los rentistas del norte del país, y tenían opiniones políticas moderadas, incluida la lealtad a la corona y el bajo gasto público, la izquierda representaba a la burguesía del sur del país y apoyaba la baja fiscalidad, el laicismo, una política exterior fuerte y el empleo público.

## Partidos y líderes
| Partido | Partido             | Ideología                    | Líder             |
| ------- | ------------------- | ---------------------------- | ----------------- |
|         | Izquierda histórica | Liberalismo, Centrismo       | Agostino Depretis |
|         | Derecha histórica   | Conservadurismo, Monarquismo | Marco Minghetti   |

## Resultados
|  | 70,21 % |

|  | 28,20 % |

|  | 1,59 % |

|  | 96,86 % |

|  | 3,14 % |

|  | 100 % |

|  | 59,14 % |